# Sam Malcolmson
Samuel A. Malcolmson, detto Sam (Dumfries, 2 aprile 1947 – Auckland, 18 settembre 2024) è stato un calciatore scozzese naturalizzato neozelandese, di ruolo difensore.

## Biografia
Di origine scozzese, fece il servizio militare presso la Royal Navy.

## Carriera

### Club
Iniziò la carriera calcistica presso gli scozzesi dell'Airdrieonians. La stagione seguente passò al Queen of the South, club con il quale esordì in una sconfitta per quattro a zero contro l'Aberdeen in Scottish League Cup.
Lasciò il club di Dumfries dopo un solo anno per giocare nell'Albion Rovers, fino al 1974 , quando emigrò in Nuova Zelanda, dove giocò al Wellington Diamond Utd. Con il Diamond, giocò fino al 1981 ad esclusione di una stagione nel 1978 all'Eastern Suburbs, vincendo due campionati neozelandesi.
Nel 1982 fu tra le file del North Shore Utd, società in cui chiuse la carriera agonistica.

### Nazionale
Dopo aver preso la nazionalità neozelandese, vestì la maglia della Nuova Zelanda in 15 occasioni ufficiali, segnando due reti, esordendo nella vittoria per gli All Whites contro la Birmania, il 13 settembre 1976.
Fece parte della rosa All whites che partecipò ai Mondiali spagnoli del 1982, disputando l'incontro contro la sua nazione d'origine, la Scozia, che terminò cinque a due per i caledoniani.

## Palmarès
- Campionato neozelandese: 2

Wellington Diamond Utd: 1976, 1981